# Raining Blood
Raining Blood è un brano musicale del gruppo musicale statunitense Slayer, decima ed ultima traccia del terzo album in studio Reign in Blood, pubblicato il 7 ottobre 1986 dalla Def Jam Recordings.

## Descrizione
Il brano, scritto dai chitarristi Jeff Hanneman (che ne ha curato anche la musica) e Kerry King, ha un sapore alquanto "apocalittico". Esso viene narrato in prima persona ma non si sa con esattezza a chi si riferisce, probabilmente al diavolo. Le tenebre scendono sulla Terra, il soggetto in questione esce dal Purgatorio per soddisfare la sua vendetta distruggendo tutto. Il cielo diventa rosso e crea il suo impero. Inizia a piovere sangue dal cielo lacerato e dichiara, alla fine, di regnare nel sangue.
Il canale statunitense VH1 ha classificato il brano all'ottava posizione della classifica 40 Greatest Metal Song.

## Formazione
- Tom Araya – voce, basso
- Jeff Hanneman – chitarra
- Kerry King – chitarra
- Dave Lombardo – batteria

## Cover
Nel corso degli anni Raining Blood è stata oggetto di numerose reinterpretazioni da parte di vari artisti.
I Malevolent Creation inclusero una cover nell'album tributo Slatanic Slaughter 2 del 1996. Il gruppo death metal Vader propose una propria versione del brano durante i loro concerti, venendo immortalata anche nell'album dal vivo Live in Japan. La pianista Tori Amos ha reinterpretato il brano in versione per sola voce e pianoforte per il suo album Strange Little Girls del 2001, mentre il gruppo tedesco Transformer di Roboter realizzò una propria versione elettronica del brano; un altro gruppo tedesco, i Terrorfakt, realizzò un remix di Raining Blood.
Gli In Flames hanno reso un omaggio agli Slayer, suonando il riff principale di Raining Blood nella sezione centrale del loro brano Scorn. Tutto ciò è avvertibile nel loro album dal vivo The Tokyo Showdown. Il rapper Lil Jon ha usato il riff iniziale del pezzo per il suo brano Don't Fuck with Me (tratto da Crunk Juice); l'introduzione di tale brano utilizza anche un altro brano degli Slayer, Mandatory Suicide. Il riff iniziale di Raining Blood fu utilizzato anche dal gruppo drum and bass neozelandese Concord Dawn per il loro brano omonimo.